# Marathon van Los Angeles 2016
De marathon van Los Angeles 2016 (ook wel Skechers Performance LA) vond op 14 februari 2016 plaats in Los Angeles. Het was de twintigste editie van dit evenement. 
De wedstrijd werd bij de mannen gewonnen door de Keniaan Weldon Kirui in 2:13.06. Hij had achttien seconden voorsprong op zijn landgenoot William Kibor. Daniel Kiprop maakte het Keniaanse podium compleet door derde in 2:13.53. Bij de vrouwen won de Oekraïense Nataliya Lehonkova in 2:30.40. Zowel de eerste man als de eerste vrouw ontvingen $ 23.000 aan prijzengeld.
In totaal finishten 20.627 lopers de wedstrijd, waarvan 11.499 mannen en 9128 vrouwen. 

## Uitslagen

### Mannen
| rang   | naam             | land | tijd    |
| ------ | ---------------- | ---- | ------- |
| Goud   | Weldon Kirui     | KEN  | 2:13.06 |
| Zilver | William Kibor    | KEN  | 2:13.24 |
| Brons  | Daniel Kiprop    | KEN  | 2:13.53 |
| 4      | Jacob Chemtai    | KEN  | 2:14.21 |
| 5      | Alex Chekasit    | UGA  | 2:14.25 |
| 6      | Igor Russ        | UKR  | 2:16.42 |
| 7      | Jose Madera      | MEX  | 2:17.26 |
| 8      | Jovanny Godinez  | MEX  | 2:18.53 |
| 9      | Daniel Rono      | KEN  | 2:20.40 |
| 10     | Ismail Ssenyange | UGA  | 2:27.28 |

### Vrouwen
| rang   | naam               | land | tijd    |
| ------ | ------------------ | ---- | ------- |
| Goud   | Nataliya Lehonkova | UKR  | 2:30.40 |
| Zilver | Serkalem Biset     | ETH  | 2:32.24 |
| Brons  | Julia Budniak      | POL  | 2:44.44 |
| 4      | Julie Woodruff     | USA  | 2:48.10 |
| 5      | Kath Hardcastle    | ENG  | 2:49.19 |
| 6      | Mckale Davis       | USA  | 2:58.11 |
| 7      | Sarah Overpeck     | USA  | 3:00.15 |
| 8      | Nicole Hough       | USA  | 3:01.54 |

1986 ·
1987 ·
1988 ·
1989 ·
1990 ·
1991 ·
1992 ·
1993 ·
1994 ·
1995 ·
1996 ·
1997 ·
1998 ·
1999 ·
2000 ·
2001 ·
2002 ·
2003 ·
2004 ·
2005 ·
2006 ·
2007 ·
2008 ·
2009 ·
2010 ·
2011 · 
2012 ·
2013 ·
2014 ·
2015 ·
2016 ·
2017